# Krobia guianensis
Krobia guianensis és una espècie de peix de la família dels cíclids i de l'ordre dels perciformes.

## Morfologia
- Els mascles poden assolir 12,8 cm de longitud total.[4][5]

## Hàbitat
És una espècie de clima tropical entre 23 °C-25 °C de temperatura.

## Distribució geogràfica
Es troba a Sud-amèrica: des del riu Demerara (Guaiana) fins al riu Cottica (Surinam).